# Aurel Stein

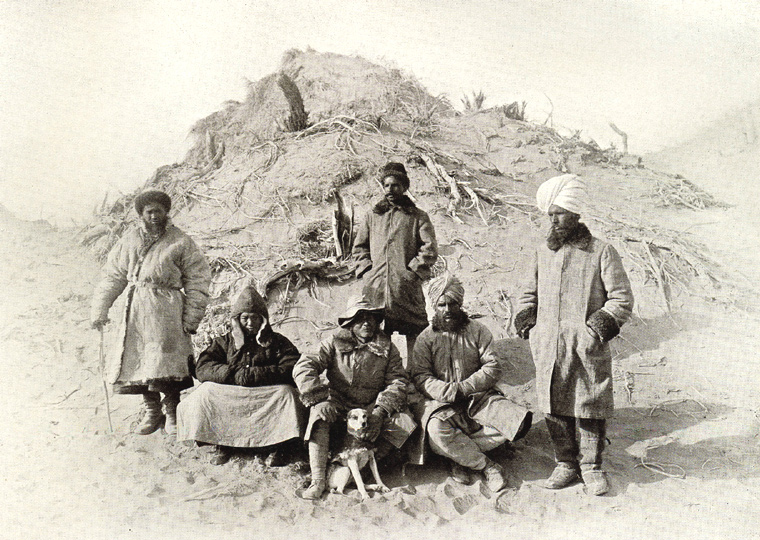
Aurel Stein (se psem) na výpravě v Tarimské pánvi, okolo roku 1910

Aurel Stein (26. listopad 1862, Budapešť – 26. říjen 1943, Kábul) byl maďarsko-britský archeolog, filolog, geograf a cestovatel židovského původu. Proslavil se především výzkumy ve střední Asii, zejména v Tarimské pánvi. Objevil zde mnoho starých rukopisů a přepravil je do Evropy, čímž poskytl zásadní impuls k rozvoji indoevropeistiky, konkrétněji pak tocharologie, íránistiky a indologie. Jeho spisy čítají 28 knih (z toho dvě díla o pěti svazcích) a 106 článků.

## Život
Narodil se v bilingvní německo-maďarské židovské rodině, která konvertovala k protestantství. Střední školu studoval v Budapešti a v Drážďanech. Již v té době ho silně ovlivnilo setkání s cestovatelem Arminiem Vambérym a orientalistou Sándorem Kőrösi Csomou. Pro vysokoškolská studia zvolil obory sanskrt a srovnávací filologii. Studoval je nejprve na univerzitě ve Vídni, poté v Lipsku. Posléze se oborově posunul – na univerzitě v Tübingenu vystudoval staroíránské jazyky a indologii, v Tübingenu též obhájil dizertaci Nominalflexion im Zend. Poté dostal nabídku vědecky pracovat na univerzitě v Oxfordu a v Britském muzeu. Zde se nejprve věnoval postavám zoroastrijského panteonu na starých mincích (práce Zoroastrian Deities on Indo-Scythian Coins z roku 1887).
Indie byla tehdy britskou kolonií, a tak se mu roku 1888, otevřela cesta tam odjet. Pracoval nejprve na Oriental College v Láhauru a vedl matriku na Pandžábské univerzitě. Od roku 1889 pobýval v Kašmíru, kde roku 1892 objevil a zachránil rukopis kroniky Rājataraygizī z 12. století. Této kronice pak věnoval významná vědecká pojednání. Od roku 1898 pak vedl školu v Kalkatě.
V letech 1900–1901 uspořádal velkou výpravu přes Kašmír a Pamír do Tarimské pánve, kde prozkoumal Kašgar, Chotan, Dandan Öilik, Niya, Endere a Loulan. Výpravu financovalo kartografické oddělení Survey of India a lord Curzon. Stein sesbíral řadu mincí, zbytků dřevěných interiérů a mnoho textů v sanskrtu, prákrtu, tibetštině, čínštině a chotanské sakštině. Výsledky této výpravy shrnul v knize z roku 1904, kterou nazval Sand Buried Ruins of Khotan.
Roku 1904 získal britské občanství.
Druhá velká výprava se uskutečnila v letech 1906–1908, tu již financovalo Britské muzeum. Stein se přes Čitrál, Váchán a Pamír vydal znovu do Tarimské pánve, dále pokračoval podél pohoří Kunlun, přes Chotan, Loulan a Miran. Zde objevil knihovnu rukopisů v jeskynním chrámu Mogao u Tun-chuangu. Od taoistického opata Wang Daoshiho odkoupil několik desítek tisíc maleb a rukopisů. Navíc koupil i unikát, nejstarší tištěnou verzi buddhistické Diamantové sútry z roku 868, psanou v čínštině. Steinovy zprávy o objevu knihovny vyvolaly lavinu zájmu a nákupů v příštích letech, přičemž mnohé výpravy se chovaly až barbarsky (například se pokoušely získávat malby osekáním zdí). To vyvolalo rostoucí nevoli čínských úřadů. Stein ovšem postupoval vždy mimořádně citlivě. Z druhé expedice vytěžil práci nazvanou Ruins of Desert Cathay. Kniha vyvolala ve vědeckých kruzích nadšení. Stein si také vysloužil šlechtický titul od krále Jiřího V., byl mu udělen roku 1912. Stal se poté také kurátorem muzea v Péšávaru.
Třetí výprava se uskutečnila v letech 1913–1916. Šel při ní pouští Taklamakan do Khara-Khoto, poté se vracel přes Turfan a Pamír do Sogdiany a Persie. Zde prozkoumal Sistān. Z výpravy vytěžil dvě objemné práce: Serindia (1921) a Innermost Asia (1928)
Poslední Steinova výprava do Číny je datována 1930–1931. Zajímavostí je, že ač byl Stein již v důchodu (bylo mu 68 let), útrapy cestování snášel dobře, zatímco jeho doktorand, třicátník Bramlette, se během cesty zhroutil a museli ho zanechat v nemocnici v Kašgaru. K tomu nutno dodat, že cestování po těchto oblastech bylo tehdy ještě dosti komplikované a nebezpečné – v kašmírských horských průsmycích Steinovi několikrát omrzly nohy a přišel o několik prstů. V Persii se také málem utopil a z nedostatku stravy si přivodil žaludeční vředy. Z poslední čínské výpravy vyšla roku 1932 kniha nazvaná On Ancient Central Asian Tracks. Od minulých výprav se cesta lišila tím, že čínské úřady změnily svou politiku a zakázaly odvozy dalších rukopisů. Proto Stein dále už do Číny necestoval. Bádání a výprav se zcela nevzdal. Začal cestovat po severozápadní Indii a dnešním Íránu a Iráku. Závěr života věnoval výzkumu v Afghánistánu.
Průkopnické bylo, že Stein v letech 1938–1939 začal v západní Asii využívat k průzkumu a fotografování archeologických lokalit letadla RAF. Tyto fotografie jsou dnes velmi cenné, neboť řadu monitorovaných památek poničily války 20. století i Kulturní revoluce (např. Šikčin u Karašahru).
Zemřel poté, co se nachladil v nevytopeném kábulském muzeu.
Steinovy sbírky jsou uchovány zejména v londýnském Britském muzeu a v Britské knihovně. V Indii je část sbírek uložena v muzeu ve Šrínagaru a ve Státním muzeu v Novém Dillí. Některé menší části sbírek byly darovány Maďarské akademii věd.